# Pavel Pavlovich Alikin
Bản mẫu:Western Slavic name
Pavel Pavlovich Alikin (tiếng Nga: Павел Павлович Аликин; sinh ngày 6 tháng 3 năm 1984) là một cầu thủ bóng đá người Nga. Anh chơi ở vị trí trung vệ cho F.K. Ufa.

## Sự nghiệp câu lạc bộ
Anh có màn ra mắt tại Giải bóng đá ngoại hạng Nga năm 2005 cho F.K. Amkar Perm.

## Thống kê sự nghiệp

### Câu lạc bộ
Tính đến 13 tháng 5 năm 2018
| Câu lạc bộ                  | Mùa giải            | Giải vô địch                | Giải vô địch | Giải vô địch | Cúp     | Cúp       | Châu lục | Châu lục  | Khác    | Khác      | Tổng cộng | Tổng cộng |
| Câu lạc bộ                  | Mùa giải            | Hạng đấu                    | Số trận      | Bàn thắng    | Số trận | Bàn thắng | Số trận  | Bàn thắng | Số trận | Bàn thắng | Số trận   | Bàn thắng |
| --------------------------- | ------------------- | --------------------------- | ------------ | ------------ | ------- | --------- | -------- | --------- | ------- | --------- | --------- | --------- |
| F.K. Amkar Perm             | 2003                | FNL                         | 0            | 0            | 0       | 0         | –        | –         | –       | –         | 0         | 0         |
| F.K. Amkar Perm             | 2004                | Giải bóng đá ngoại hạng Nga | 0            | 0            | 0       | 0         | –        | –         | –       | –         | 0         | 0         |
| F.K. Amkar Perm             | 2005                | Giải bóng đá ngoại hạng Nga | 1            | 0            | 2       | 0         | –        | –         | –       | –         | 3         | 0         |
| F.K. Amkar Perm             | 2006                | Giải bóng đá ngoại hạng Nga | 9            | 0            | 3       | 0         | –        | –         | –       | –         | 12        | 0         |
| F.K. Amkar Perm             | 2007                | Giải bóng đá ngoại hạng Nga | 0            | 0            | 2       | 0         | –        | –         | –       | –         | 2         | 0         |
| F.K. Amkar Perm             | Tổng cộng           | Tổng cộng                   | 10           | 0            | 7       | 0         | 0        | 0         | 0       | 0         | 17        | 0         |
| FC Salyut-Energiya Belgorod | 2007                | FNL                         | 5            | 0            | 0       | 0         | –        | –         | –       | –         | 5         | 0         |
| F.K. Dynamo Voronezh        | 2008                | PFL                         | 29           | 2            | 1       | 0         | –        | –         | –       | –         | 30        | 2         |
| FC Chita                    | 2009                | FNL                         | 17           | 0            | 1       | 0         | –        | –         | –       | –         | 18        | 0         |
| FC SKA-Energia Khabarovsk   | 2010                | FNL                         | 5            | 0            | 0       | 0         | –        | –         | –       | –         | 5         | 0         |
| F.K. Ufa                    | 2011–12             | PFL                         | 34           | 2            | 1       | 0         | –        | –         | –       | –         | 35        | 2         |
| F.K. Ufa                    | 2012–13             | FNL                         | 19           | 0            | 0       | 0         | –        | –         | –       | –         | 19        | 0         |
| F.K. Ufa                    | 2013–14             | FNL                         | 34           | 1            | 1       | 0         | –        | –         | 2       | 0         | 37        | 1         |
| F.K. Ufa                    | 2014–15             | Giải bóng đá ngoại hạng Nga | 21           | 2            | 0       | 0         | –        | –         | –       | –         | 21        | 2         |
| F.K. Ufa                    | 2015–16             | Giải bóng đá ngoại hạng Nga | 17           | 1            | 1       | 0         | –        | –         | –       | –         | 18        | 1         |
| F.K. Ufa                    | 2016–17             | Giải bóng đá ngoại hạng Nga | 27           | 0            | 4       | 0         | –        | –         | –       | –         | 31        | 0         |
| F.K. Ufa                    | 2017–18             | Giải bóng đá ngoại hạng Nga | 28           | 1            | 0       | 0         | –        | –         | –       | –         | 28        | 1         |
| F.K. Ufa                    | Tổng cộng           | Tổng cộng                   | 180          | 7            | 7       | 0         | 0        | 0         | 2       | 0         | 189       | 7         |
| Tổng cộng sự nghiệp         | Tổng cộng sự nghiệp | Tổng cộng sự nghiệp         | 246          | 9            | 16      | 0         | 0        | 0         | 2       | 0         | 264       | 9         |

## Danh hiệu
- Á quân Cúp quốc gia Nga: 2008 (thi đấu giai đoạn đầu mùa giải 2007/08 cho F.K. Amkar Perm.